# Barítono

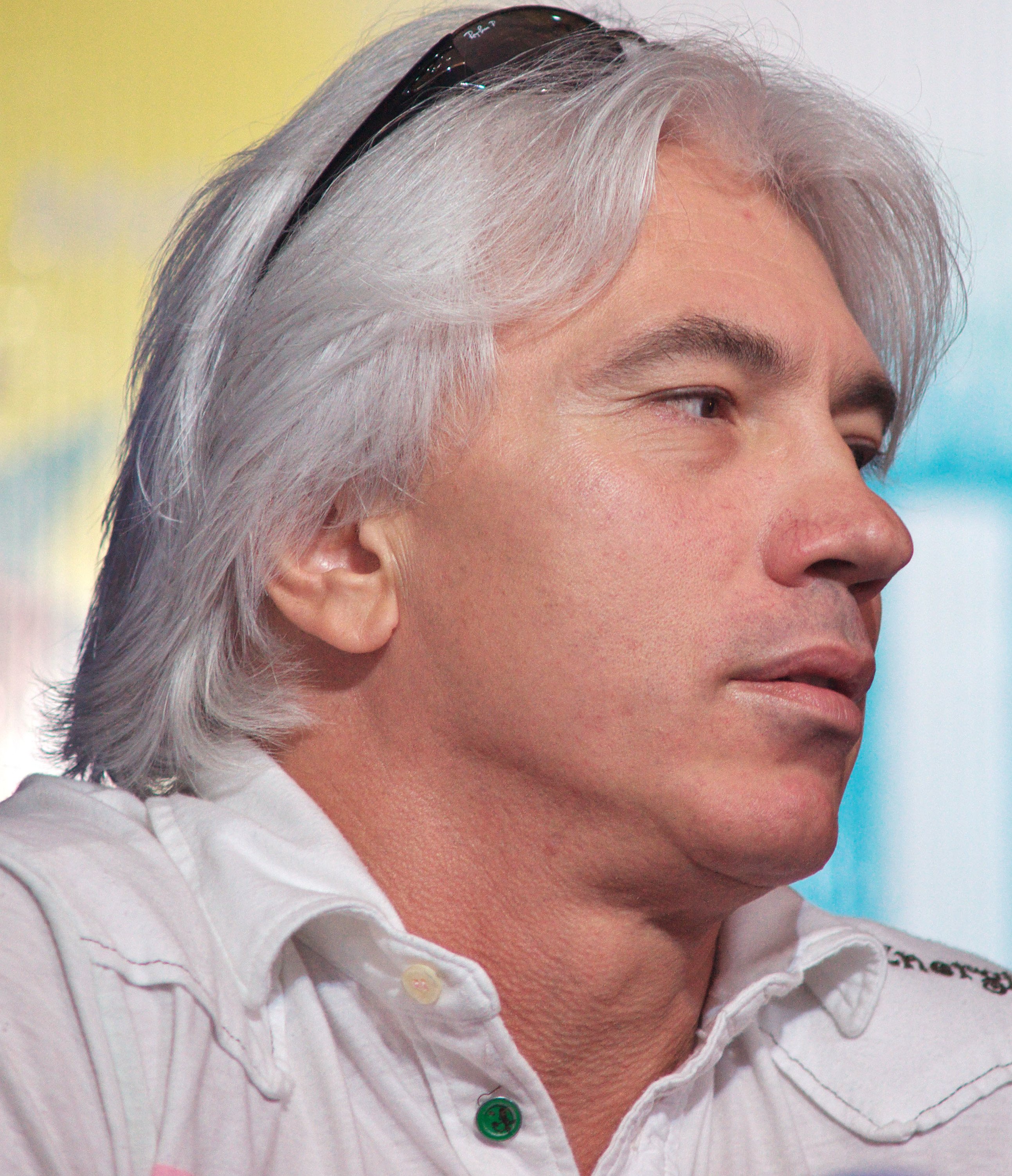
Un referente de este tipo de voz era Dmitri Hvorostovsky.

Barítono (del griego βαρύς [barýs] = "pesado", y τόνος [tónos] = "tono, modo, ritmo") es la voz masculina media cuya tesitura se encuentra ubicada entre el bajo y el de un tenor. Sus agudos se diferencian de la voz del tenor por ser más oscuros y viriles; y sus graves se diferencian de la voz del bajo por ser más ligeros y brillantes. Su extensión equivale en la escala del la grave y el fa agudo. Esta voz masculina es considerada expresiva por excelencia y puede aliar la claridad y flexibilidad a la fuerza y esplendor.
En la ópera y el teatro musical, el papel de villano o de hombre poderoso suele ser interpretado por un barítono,
En la formación habitual de coros de voces mixtas (SATB) los barítonos se suelen incluir en la cuerda de los bajos. Cuando la voz se divide en coros de voces graves (TBB o TTBB), se utilizan los términos bajo 1 o barítono para designar la subsección más aguda, y bajo 2 o simplemente bajo para la más grave.

## Tesitura

Teclado de piano indicando la tesitura de barítono

Según el New Harvard Dictionary of Music, la tesitura del barítono va desde un sol2 (siendo un do4 el do central del piano) a un mi4 .
Según el libro El maestro de canto, de Sergio Tulián, el barítono brillante va de un la2 a un do5 y el barítono dramático va de un fa2 a un fa4.
La extensión de un barítono dramático alcanzaría desde el mi2 hasta el la4, y el barítono lírico podría llegar a si4.

## Tipos de barítono
Hay barítonos dramáticos, líricos o nobles que suelen corresponder a personajes de mayor o menor edad, respectivamente. Dentro de la voz de barítono encontramos variantes:
- Barítono ligero:  Es una voz grave caracterizada por ser potente en los agudos, y, por comparación, muy débil en los propios graves.
- Barítono lírico: Es una voz caracterizada por ser extensa en la zona aguda y bastante ágil en la zona grave.
- Barítono Martin: Se caracteriza por ser voz de barítono por su extensión y de tenor por su color y su levedad. Es decir, se trata de una voz de barítono que llega hasta la zona del tenor, pero no da el Do. La voz barítono Martin debe su nombre al barítono francés Jean-Blaise Martin (1769-1837). Esta voz, aunque proviene del repertorio francés, ha acabado siendo acogida por los otros. Ejemplos de barítono Martin son Camille Maurane (como Pelléas, en Pelléas et Melisande (Claude Debussy),  Michel Dens.
- Barítono buffo: Nombre que recibe el barítono ligero en papeles cómicos.
- Barítono verdiano: Voz potente y expresiva con gran capacidad para mantenerse en la zona aguda (re-mi-fa-sol). Idónea para la obra de Verdi e incluso de compositores como Donizetti y Rossini. Ejemplos: Cornell MacNeil, Sherrill Milnes, Joseph Shore, Renato Bruson o Leo Nucci.
- Barítono dramático: Voz con apreciable fuerza y buen rendimiento en todo registro de barítono, especialmente en la zona grave. Un ejemplo es Robert Hale como Barak en La mujer sin sombra (de Richard Strauss), y Juha-Pekka Leppäluoto de Charon
- Bajo-Barítono: O Helden Baritone, de la palabra alemana "Held" que significa Héroe, dados los personajes épicos de la obra de Richard Wagner. En realidad el bajo-barítono es una subcategoría aparte del barítono, no tiene que ver con estilo de canto sino con las condiciones naturales aplicadas a un repertorio específico. Ejemplos: Samuel Ramey, José van Dam, Hans Hotter, Thomas Quasthoff.

- Baritenor: Es una voz grave caracterizada por ser capaz de llegar a los agudos del tenor pero sin tener la misma potencia en los agudos que el tenor haciendo que caiga en desuso. Ejemplos: Michael Spyres , Michael Bublé Gregory Kunde, Chris Merritt.